# Konsortialkredit
Konsortialkredit (oder Metakredit, syndizierter Kredit; englisch syndicated loan) ist im Kreditwesen die Gewährung eines einheitlichen Kredites durch mindestens zwei Kreditinstitute an einen Kreditnehmer.

## Allgemeines
Das klassische Kreditgeschäft wird überwiegend von einem einzigen Kreditinstitut mit einem Kreditnehmer abgewickelt. Es gibt jedoch Fälle, bei denen der Kreditbetrag und/oder das Kreditrisiko so hoch sind, dass ein Institut diesen Kredit nicht alleine tragen will oder darf und deshalb andere Kreditinstitute als Kreditgeber einlädt, in Form des Konsortialkredits mitzuwirken. Kreditbetrag und/oder Kreditrisiko werden durch die individuelle Risikotragfähigkeit jedes Instituts limitiert. Besonders Großkredite oder Millionenkredite können hiervon betroffen sein. Ziel ist es, Klumpenrisiken im Kreditportfolio der Institute durch Granularität zu vermeiden oder zu verringern. Konsortialkredite dienen daher auch der Risikodiversifizierung.
Der Konsortialkredit ist keine selbstständige Kreditart, vielmehr eine besondere Form der Abwicklung eines Bankgeschäftes. Besonders bei Großunternehmen und multinationalen Unternehmen wird der Konsortialkredit im internationalen Kreditverkehr zur Verfügung gestellt. Gründe für die Abwicklung eines Konsortialkredites sind auch eine bestehende Bankverbindung und gegebenenfalls der Kundenwunsch.

## Rechtsgrundlagen
Die in einem Konsortium zusammengefassten Banken (Konsortialbanken) bilden nach deutschem Recht eine Gesellschaft bürgerlichen Rechts (GbR oder auch BGB-Gesellschaft) nach den §§ 705 ff. BGB. Ein Bankkonsortium dieser Art kann organisiert sein als Innen- oder Außenkonsortium, je nachdem, ob der Kreditnehmer über die Gründung eines Bankkonsortiums informiert wird oder nicht. Das Außenkonsortium tritt gegenüber dem Kreditnehmer als solches in Vertragsbeziehungen, wobei der Konsortialführer gegenüber dem Kreditnehmer auch im Namen des Konsortiums handelt. Beim Innenkonsortium handelt der Konsortialführer ausschließlich im eigenen Namen, aber für Rechnung der Konsorten, die beim offenen Innenkonsortium dem Kreditnehmer bekannt gegeben werden. Rechtsbeziehungen bestehen beim Innenkonsortium ebenfalls nur zwischen Kreditnehmer und Konsortialführer. Nur als Außenkonsortium genießt es Rechts- und Parteifähigkeit und kann somit Inhaber einer Darlehensforderung und Schuldnerin des Auszahlungsanspruchs des Kreditnehmers werden. Abweichend von § 709 BGB liegt die Geschäftsführungsbefugnis beim Konsortialführer, die mindestens die Führung der Verhandlungen mit dem Kreditnehmer umfasst. Nach der Rechtsprechung des BGH haften die Konsorten akzessorisch für Pflichtverletzungen der Konsortialführerin. Diese Außenhaftung kann im Konsortialvertrag verteilt werden auf die Innenhaftung innerhalb des Konsortiums. Für das Innenverhältnis zwischen  Konsortialführer und den Konsortialbanken gelten die Vorschriften über den Geschäftsbesorgungsvertrag (§§ 675 ff. BGB). Beim zentralisierten Konsortium wird die Kreditbearbeitung (Kreditauszahlung, Abrechnung und Einzug von Zins- und Tilgungsleistungen) vom Konsortialführer übernommen, der im Innenverhältnis mit den Konsorten quotal abrechnet, weswegen das Innenkonsortium regelmäßig als zentralisiertes Konsortium geführt wird. Alleiniger Inhaber der Kreditforderung ist in beiden Fällen der Konsortialführer, so dass der Kreditnehmer auch nur gegen diesen eine einheitliche Kreditverbindlichkeit bilanzieren muss.

## Konsortialführer
Der Konsortialführer (englisch Sole-Lead Manager) oder auch mehrere (englisch Joint-Lead Managers) übernimmt als primus inter pares die Koordination zwischen dem Konsortium und dem Kreditnehmer sowohl bei der Erstellung des Kreditvertrages als auch bei der Abwicklung des Konsortialkredits. Ihm obliegt – abweichend von § 709 BGB – die alleinige Geschäftsführungsbefugnis, die mindestens aus der Verhandlungsführung mit dem Kreditnehmer besteht. Der Konsortialführer übernimmt meistens auch die Funktion des Bookrunners, welcher insbesondere die Zuteilung der Konsortialquoten festlegt. In der Regel tragen die Konsortialführer auch eine höhere Konsortialquote als die übrigen Konsorten. Der Konsortialführer ist im Außenverhältnis alleiniger Rechtsinhaber der Kreditforderung, sorgt für die Auszahlung des gesamten Konsortialkredits und für die Berechnung und den Einzug von Zins- und Tilgungsleistungen. Die Konsorten sind lediglich schuldrechtlich quotal beteiligt. Im Innenverhältnis verteilt er sämtliche Kredittransaktionen quotal auf die Konsorten. Dies geschieht abweichend von der Regelung des § 722 BGB, sodass auch das Ausfallrisiko lediglich quotal getragen wird. Um die Haftung der Konsorten auf ihre Konsortialquoten zu beschränken, ist eine ausdrückliche Haftungsbegrenzung im Konsortialvertrag erforderlich, wobei eine nach außen kenntlich gemachte Regelung im Innenverhältnis nicht genügt. Der Konsortialführer und alle Konsorten müssen für ihre Konsortialquoten eine eigene Kreditentscheidung wie bei jedem anderen Kredit herbeiführen.

## Konsortialvorbehalt oder Underwriting
Ein (strenger) Syndizierungs- oder Konsortialvorbehalt des Konsortialführers steht unter der Bedingung, dass die endgültige Höhe der Kreditgewährung von den tatsächlich übernommenen Konsortialanteilen der Konsorten abhängig ist (englisch best effort). Der Konsortialführer macht dabei die Gewährung eines Konsortialkredites einer bestimmten Höhe von entsprechenden Konsortialzusagen der Konsorten abhängig. Wird die Kredithöhe nicht erreicht, kommt der Konsortialkredit entweder nicht oder nur in Höhe der vorhandenen Konsortialzusagen zustande. Bei hoher Nachfrage kann es auch zu höheren als geplanten Konsortialkrediten kommen. Bankaufsichtsrechtlich sind lediglich die tatsächlich gewährten Kredite zu melden, falls der gewünschte Kreditbetrag unterschritten werden sollte. Unter Berücksichtigung des Eigenanteils vom Konsortialführer wird dann nur der Kreditbetrag dem Kreditnehmer zur Verfügung gestellt, den die Konsorten maximal bereitzustellen in der Lage sind.
Beim Underwriting hingegen verpflichtet sich der Konsortialführer verbindlich, einen genau festgelegten Kreditbetrag zur Verfügung zu stellen, ohne dass es auf die gesamten Konsortialanteile künftiger Konsorten ankommt; dabei geht der Konsortialführer das Risiko ein, im ungünstigsten Falle den gesamten Kreditbetrag alleine darstellen zu müssen. Bei Emissionskonsortien (Wertpapiere) handelt es sich im ersten Fall um ein Begebungskonsortium, das der Regelung des § 1 Abs. 1 Satz 2 Nr. 4 KWG (Finanzkommissionsgeschäft) unterliegt. Das Underwriting gilt aufsichtsrechtlich als Emissionsgeschäft nach § 1 Abs. 1 Satz 2 Nr. 10 KWG.

## Form und Inhalt
Im Außenkonsortium wird der Konsortialkreditvertrag im Namen des Konsortiums abgeschlossen, sodass das rechtsfähige Konsortium berechtigt und verpflichtet wird; der Konsortialführer vertritt dabei die Konsorten. Konsortialkreditverträge entsprechen inhaltlich weitgehend einem Kreditvertrag. Sie werden ergänzt um die konsortialtypischen Regelungen, die die Konsorten untereinander betreffen. Auch in Deutschland haben sich formell und inhaltlich die von der britischen Loan Market Association (LMA) entwickelten Konsortialvertragsgrundsätze durchgesetzt, soweit das deutsche Recht dies zulässt (Rechtswahl). Deshalb beinhalten die auf englischem Muster basierenden Konsortialverträge häufig alle erdenklichen Regelungen, von denen viele dem deutschen Recht unbekannt sind. Der Konsortialführer oder Dokumentations-Agent (englisch Documentation Agent) ist Verhandlungsführer im Auftrag und Namen des Bankkonsortiums gegenüber dem Kreditnehmer. Die Konsorten werden in die Zwischenergebnisse eingebunden und geben ihre Stellungnahmen hierzu ab. Die Ergebnisse hieraus fließen in den Konsortialkreditvertrag ein. Da es der Kreditnehmer nicht mit einer Bank allein zu tun hat, enthält der Konsortialvertrag auch Klauseln über das Abstimmungsverhalten der Konsortialbanken untereinander für den Fall, dass die Zustimmung des Konsortiums erforderlich wird. Meistens müssen 2/3 der Konsorten – gemessen an ihrem Konsortialanteil – zustimmen, wenn etwa die Konsorten auf ein ihnen zustehendes Recht verzichten sollen (englisch waiver request).
Auch in Deutschland haben sich die Musterverträge der LMA weitgehend durchgesetzt. Sie basieren auf angelsächsischem Case law, das versucht, alle erdenklichen Situationen durch Regelungen zu erfassen. Vorangestellt ist ein Abschnitt mit Definitionen von selbst als bekannt vorauszusetzenden Begriffen (wie etwa Zinssatz und Marge). Nicht üblich ist das Zitat von gesetzlichen Bestimmungen oder die Einbeziehung der Allgemeinen Geschäftsbedingungen der Kreditinstitute. Es folgt eine Vielzahl von Klauseln, die teilweise nur unter englischem Recht gelten. Zu den üblichen Klauseln gehören die Negativerklärung, Pari-passu-Klausel, Cross-Default-Klausel, Default-Klausel, die wesentliche Verschlechterung der Vermögensverhältnisse (englisch material adverse change) oder finanzielle Covenants.

## Sparkassen und Genossenschaftsbanken
Bei Sparkassen und Genossenschaftsbanken/Raiffeisenbanken ist der Gemeinschaftskredit oder Metakredit (italienisch à metà, „zur Hälfte“) ein Konsortialkredit in Form der stillen Unterbeteiligung, den eine Sparkasse mit ihrer Landesbank oder eine Genossenschaftsbank mit der DZ Bank einem gemeinsamen Kreditnehmer zur Verfügung stellt. Metakredit ist irreführend, weil die Kreditaufteilung nicht immer 50:50 erfolgt. Die Institute können oder dürfen wegen ihrer Betriebsgröße, Risikotragfähigkeit oder aus sparkassenrechtlichen oder Satzungsgründen bestimmte Kreditbeträge und/oder Kreditrisiken nicht alleine übernehmen und suchen deshalb die Kooperation im jeweiligen Verbundsystem.

## Zweck und Ziele
Konsortialkredite werden gewährt, wenn die Kredithöhe und/oder das Kreditrisiko für eine einzelne Bank zu groß ist und diese melderechtliche Schwellen (insbesondere Großkredit nach § 13 KWG, Millionenkredit nach § 14 KWG) überschreiten würde oder wenn für eine einzelne Bank Klumpenrisiken entstehen würden. Durch Verteilung auf verschiedene, nicht konzernverbundene Kreditinstitute wird dieses Risiko gemindert. Der Konsortialkredit ist damit ein wesentliches Instrument der Risikostreuung. Dem Kreditnehmer wird durch Konsortialkredite die Aufnahme einer Vielzahl von Krediten bei verschiedenen Kreditinstituten mit möglicherweise unterschiedlichen Kreditbedingungen erspart, weil er beim Konsortialkredit lediglich mit dem Konsortialführer kommunizieren muss und einheitliche Kreditbedingungen erhält. Ist der Konsortialkredit zurückgezahlt, endet auch der Zweck des Konsortiums, für den es gebildet wurde.